# C9orf40
C9orf40 (англ. Chromosome 9 open reading frame 40) – білок, який кодується однойменним геном, розташованим у людей на 9-й хромосомі. Довжина поліпептидного ланцюга білка становить 194 амінокислот, а молекулярна маса — 21 063.
| 10         |  | 20         |  | 30         |  | 40         |  | 50         |
| ---------- |  | ---------- |  | ---------- |  | ---------- |  | ---------- |
| MAKRRAAEPV |  | TFHVPWKRLL |  | LCDFAEQPPP |  | PPLWIRPPGV |  | AHAGQLLGVP |
| EQHRKRKIDA |  | GTMAEPSASP |  | SKRRDSGDNS |  | APSGQEREDH |  | GLETGDPPLP |
| PPPVLPGPGE |  | ELPGARLPGG |  | GGDDGAGRAG |  | PPRGDWGVAS |  | RQHNEEFWQY |
| NTFQYWRNPL |  | PPIDLADIED |  | LSEDTLTEAT |  | LQGRNEGAEV |  | DMES       |

A: Аланін

C: Цистеїн

D: Аспарагінова кислота

E: Глутамінова кислота

F: Фенілаланін

G: Гліцин

H: Гістидин

I: Ізолейцин

K: Лізин

L: Лейцин

M: Метіонін

N: Аспарагін

P: Пролін

Q: Глутамін

R: Аргінін

S: Серин

T: Треонін

V: Валін

W: Триптофан

Кодований геном білок за функцією належить до фосфопротеїнів. 